# Paul Audorff
Paul Audorff (Hof, 6 de fevereiro de 1904 – Marktredwitz, 17 de janeiro de 1981) foi um oficial alemão que serviu na  durante a Segunda Guerra Mundial. Foi condecorado com a Cruz de Cavaleiro da Cruz de Ferro.